# 意大利统一广场

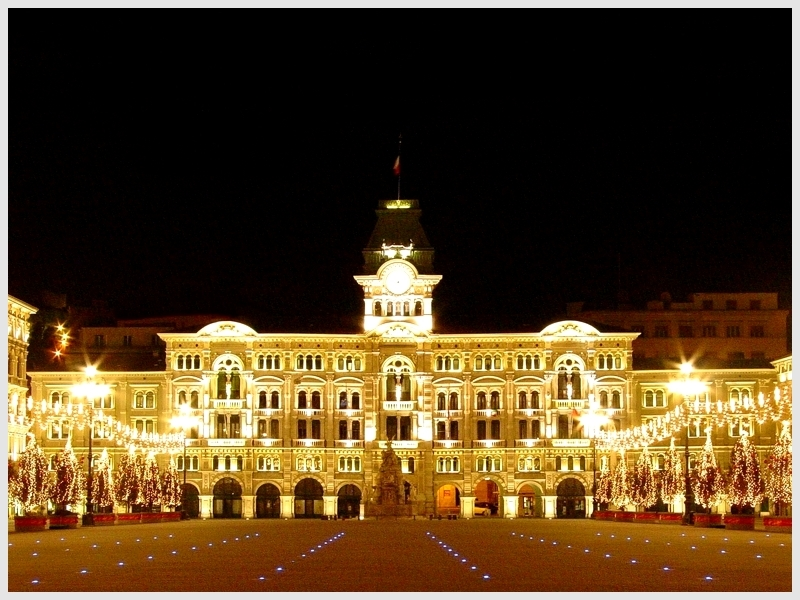
意大利统一广场上的市政厅

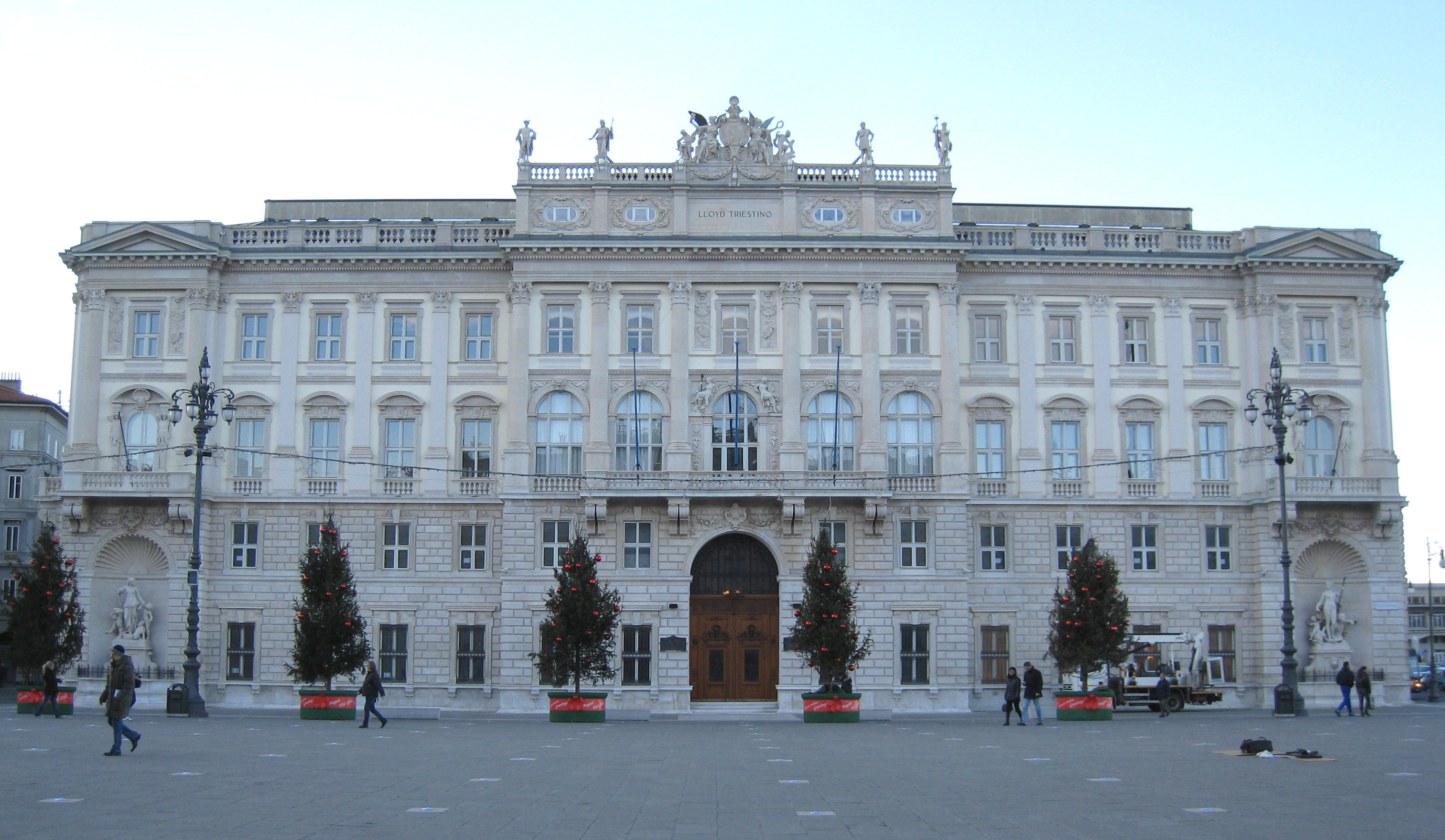
意大利邮船公司总部

意大利统一广场（意大利语：Piazza Unità d'Italia，斯洛文尼亚语：Trg zedinjenja Italije）是意大利的里雅斯特的主广场，位于城堡山麓，面临亚得里亚海，为欧洲最大的临海广场。兴建此广场时，的里雅斯特是奥匈帝国的主要港口，广场上有该市的市政厅及其他重要建筑。
1919年之前，该广场名为大广场（意大利语：Piazza Grande，斯洛文尼亚语：Veliki trg）。。此后更名为意大利统一广场，特别是在官方文献中。